# Sinopoda
Genre
Sinopoda est un genre d'araignées aranéomorphes de la famille des Sparassidae.

## Distribution
Les espèces de ce genre se rencontrent en Asie de l'Est, en Asie du Sud-Est et en Asie du Sud.

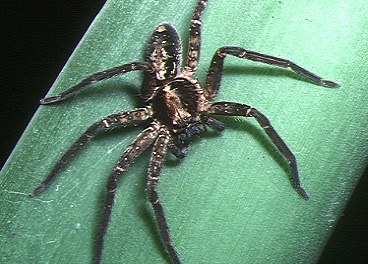
Sinopoda okinawana

## Liste des espèces
Selon World Spider Catalog (version 24, 18/07/2023) :
- Sinopoda abstrusa Zhong, Jäger, Chen & Liu, 2019
- Sinopoda aenyk Grall & Jäger, 2020
- Sinopoda aequalis Zhong, Jäger, Chen & Liu, 2019
- Sinopoda afflata Zhong, Cao & Liu, 2017
- Sinopoda albofasciata Jäger & Ono, 2002
- Sinopoda altissima (Hu & Li, 1987)
- Sinopoda anguina Liu, Li & Jäger, 2008
- Sinopoda angulata Jäger, Gao & Fei, 2002
- Sinopoda apiculiformis Zhong, Jäger, Chen & Liu, 2019
- Sinopoda arboricola Grall & Jäger, 2020
- Sinopoda assamensis Grall & Jäger, 2020
- Sinopoda aureola Kim, Lee & Lee, 2014
- Sinopoda bifurca Grall & Jäger, 2020
- Sinopoda bigibba Chae, Lee & Kim, 2022
- Sinopoda biguttata Lee, Lee & Kim, 2016
- Sinopoda bispina Grall & Jäger, 2020
- Sinopoda bogil Chae, Lee & Kim, 2022
- Sinopoda brevis Zhong, Jäger, Chen & Liu, 2019
- Sinopoda caeca Grall & Jäger, 2020
- Sinopoda campanacea (Wang, 1990)
- Sinopoda chiangmaiensis Grall & Jäger, 2020
- Sinopoda chongan Xu, Yin & Peng, 2000
- Sinopoda cochlearia Zhang, Zhang & Zhang, 2015
- Sinopoda columnaris Zhong, Jäger, Chen & Liu, 2019
- Sinopoda cornuta Grall & Jäger, 2020
- Sinopoda crassa Liu, Li & Jäger, 2008
- Sinopoda curva Zhong, Jäger, Chen & Liu, 2019
- Sinopoda dasani Kim, Lee, Lee & Hong, 2015
- Sinopoda dashahe Zhu, Zhang, Zhang & Chen, 2005
- Sinopoda dayong (Bao, Yin & Yan, 2000)
- Sinopoda dehiscens Zhong, Jäger, Chen & Liu, 2019
- Sinopoda deminutiva Grall & Jäger, 2020
- Sinopoda derivata Jäger & Ono, 2002
- Sinopoda emei Grall & Jäger, 2020
- Sinopoda empat Grall & Jäger, 2020
- Sinopoda erromena Zhong, Jäger, Chen & Liu, 2019
- Sinopoda exspectata Jäger & Ono, 2001
- Sinopoda fasciculata Jäger, Gao & Fei, 2002
- Sinopoda flexura Grall & Jäger, 2020
- Sinopoda forcipata (Karsch, 1881)
- Sinopoda fornicata Liu, Li & Jäger, 2008
- Sinopoda globosa Zhang, Zhang & Zhang, 2015
- Sinopoda grandispinosa Liu, Li & Jäger, 2008
- Sinopoda guangyuanensis Zhong, Jäger, Chen & Liu, 2018
- Sinopoda guap Jäger, 2012
- Sinopoda guiyang Zhang, Yu & Zhong, 2023
- Sinopoda hainan Grall & Jäger, 2020
- Sinopoda hamata (Fox, 1937)
- Sinopoda hanya Grall & Jäger, 2020
- Sinopoda helii Wang & Li, 2021
- Sinopoda himalayica (Hu & Li, 1987)
- Sinopoda hongruii Wang & Li, 2021
- Sinopoda horizontalis Zhong, Cao & Liu, 2017
- Sinopoda improcera Zhong, Jäger, Chen & Liu, 2019
- Sinopoda incisura Grall & Jäger, 2020
- Sinopoda inthanon Grall & Jäger, 2020
- Sinopoda jiangzhou Wang & Li, 2021
- Sinopoda jirisanensis Kim & Chae, 2013
- Sinopoda kalaw Grall & Jäger, 2020
- Sinopoda kambaiti Grall & Jäger, 2020
- Sinopoda kamouk Grall & Jäger, 2020
- Sinopoda kieo Grall & Jäger, 2020
- Sinopoda kinabalu Grall & Jäger, 2020
- Sinopoda konglor Grall & Jäger, 2020
- Sinopoda koreana (Paik, 1968)
- Sinopoda kyee Grall & Jäger, 2020
- Sinopoda lata Zhong, Jäger, Chen & Liu, 2019
- Sinopoda lebar Grall & Jäger, 2020
- Sinopoda licenti (Schenkel, 1953)
- Sinopoda liui Zhong, Cao & Liu, 2017
- Sinopoda longicymbialis Grall & Jäger, 2020
- Sinopoda longiducta Zhang, Zhang & Zhang, 2015
- Sinopoda longshan Yin, Peng, Yan & Bao, 2000
- Sinopoda lot Grall & Jäger, 2020
- Sinopoda luyui Zhong, Jäger, Chen & Liu, 2019
- Sinopoda maculata Grall & Jäger, 2020
- Sinopoda mamillata Zhong, Cao & Liu, 2017
- Sinopoda mat Grall & Jäger, 2020
- Sinopoda matang Grall & Jäger, 2020
- Sinopoda mi Chen & Zhu, 2009
- Sinopoda microphthalma (Fage, 1929)
- Sinopoda minschana (Schenkel, 1936)
- Sinopoda muyuensis Zhong, Zeng, Gu, Yu & Yang, 2022
- Sinopoda nanphagu Grall & Jäger, 2020
- Sinopoda nigrobrunnea Lee, Lee & Kim, 2016
- Sinopoda nuda Liu, Li & Jäger, 2008
- Sinopoda ogatai Jäger & Ono, 2002
- Sinopoda okinawana Jäger & Ono, 2000
- Sinopoda ovata Zhong, Jäger, Chen & Liu, 2019
- Sinopoda pantherina Chae, Lee & Kim, 2022
- Sinopoda parva Grall & Jäger, 2020
- Sinopoda peet Jäger, 2012
- Sinopoda pengi Song & Zhu, 1999
- Sinopoda phathai Grall & Jäger, 2020
- Sinopoda phiset Grall & Jäger, 2020
- Sinopoda phom Grall & Jäger, 2020
- Sinopoda pyramidalis Zhong, Jäger, Chen & Liu, 2019
- Sinopoda reinholdae Grall & Jäger, 2020
- Sinopoda rotunda Grall & Jäger, 2020
- Sinopoda ruam Grall & Jäger, 2020
- Sinopoda saiyok Wang & Li, 2021
- Sinopoda scurion Jäger, 2012
- Sinopoda semicirculata Liu, Li & Jäger, 2008
- Sinopoda separata Zhong, Cao & Liu, 2017
- Sinopoda serpentembolus Zhang, Zhu, Jäger & Song, 2007
- Sinopoda serrata (Wang, 1990)
- Sinopoda shennonga (Peng, Yin & Kim, 1996)
- Sinopoda silvicola Grall & Jäger, 2020
- Sinopoda sitkao Jäger, 2012
- Sinopoda soong Jäger, 2012
- Sinopoda steineri Jäger, 2012
- Sinopoda stellata (Schenkel, 1963)
- Sinopoda stellatops Jäger & Ono, 2002
- Sinopoda suang Jäger, 2012
- Sinopoda subcampanacea Zhang, Zhang & Zhang, 2023
- Sinopoda sulawesia Grall & Jäger, 2020
- Sinopoda taa Jäger, 2012
- Sinopoda tanikawai Jäger & Ono, 2000
- Sinopoda tawau Grall & Jäger, 2020
- Sinopoda tengchongensis Fu & Zhu, 2008
- Sinopoda tham Jäger, 2012
- Sinopoda thieu Grall & Jäger, 2020
- Sinopoda tibang Grall & Jäger, 2020
- Sinopoda tilmanni Grall & Jäger, 2020
- Sinopoda tralinh Grall & Jäger, 2020
- Sinopoda triangula Liu, Li & Jäger, 2008
- Sinopoda tuber Grall & Jäger, 2020
- Sinopoda tumefacta Zhong, Jäger, Chen & Liu, 2019
- Sinopoda undata Liu, Li & Jäger, 2008
- Sinopoda unicolor Grall & Jäger, 2020
- Sinopoda wangi Song & Zhu, 1999
- Sinopoda wayala Grall & Jäger, 2020
- Sinopoda wuyiensis Liu, 2021
- Sinopoda xieae Peng & Yin, 2001
- Sinopoda xishui Zhang, Yu & Zhong, 2023
- Sinopoda yaanensis Zhong, Jäger, Chen & Liu, 2019
- Sinopoda yanjin Wang & Li, 2021
- Sinopoda yanlingensis Zhong, Jäger, Chen & Liu, 2019
- Sinopoda yanzi Wang & Li, 2021
- Sinopoda yaojingensis Liu, Li & Jäger, 2008
- Sinopoda yichangensis Zhu, Zhong & Yang, 2020

## Systématique et taxinomie
Ce genre a été décrit par Jäger en 1999 dans les Sparassidae.

## Publication originale
- Jäger, 1999 : « Sinopoda, a new genus of Heteropodinae (Araneae, Sparassidae) from Asia. » Journal of Arachnology, vol. 27, no 1, p. 19-24 (texte intégral).